# Casuariidae
Casuariidae (kasuarissen en emoes) zijn een groep grote loopvogels uit de tropische regenwouden van Nieuw-Guinea en Australië (Queensland). De familie telt twee nog bestaande geslachten: Casuaris en Dromaius. DNA-onderzoek wees uit dat de kasuarissen en emoes nauw verwant zijn. Emoes zijn de grootste loopvogels van Australië. De familie Casuariidae heeft als zustergroep de struisvogels (grootste loopvogel van Afrika) en de nandoes (grootste loopvogel van Zuid-Amerika).

## Taxonomie
- Familie: Casuariidae
  - Geslacht: Casuarius (Brisson, 1760)
    - Soort: Casuarius bennetti (Gould, 1857) – dwergkasuaris
      - Ondersoort: Casuarius bennetti bennetti (Gould, 1857)
      -  Ondersoort: Casuarius bennetti westermanni (Sclater, PL, 1874) 

    - Soort: Casuarius casuarius  (Linnaeus, 1758) – helmkasuaris
    - Soort: Casuarius lydekki †
    -  Soort: Casuarius unappendiculatus (Blyth, 1860)  – oranjehalskasuaris

  - Geslacht: Diogenornis †
  - Geslacht: Dromaius (Vieillot, 1816)
    -  Soort: Dromaius novaehollandiae (Latham, 1790)  –  emoe
      - Ondersoort:  Dromaius novaehollandiae baudinianus † (Parker, SA, 1984)  –  Kangaroo Island-emoe
      - Ondersoort: Dromaius novaehollandiae diemenensis † (Le Souef, 1907)
      - Ondersoort: Dromaius novaehollandiae minor †  (Spencer, 1906)  – zwarte emoe
      -  Ondersoort: Dromaius novaehollandiae novaehollandiae (Latham, 1790) – emoe

  -  Geslacht: Emuarius †